# Administración Aeroespacial de Corea del Sur
La Administración Aeroespacial de Corea del Sur (KASA) es una agencia espacial y aeronáutica financiada por el gobierno coreano. Fundada bajo el Ministerio de Ciencia y TIC, la KASA supervisa el Instituto de Investigación Aeroespacial de Corea y el Instituto de Astronomía y Ciencias Espaciales de Corea. Su sede se encuentra en Sacheon, provincia de Gyeongsang del Sur.

## Historia
La KASA se estableció el 27 de mayo de 2024 como parte de una promesa de campaña hecha por el presidente Yoon Suk-yeol de reformar la política nacional, incluido el traslado de la exploración espacial al sector privado. KASA aspira a convertirse en una de las cinco principales agencias espaciales mediante el desarrollo del cohete KSLV-III y la creación y el aterrizaje de naves espaciales locales en la Luna para 2032 y en Marte para 2045.

## Programa

### Exploración lunar
El 30 de octubre de 2024, KASA y KARI firmaron un acuerdo para la segunda fase del proyecto de exploración lunar, el desarrollo del módulo de aterrizaje lunar, y anunciaron que comenzarían el proyecto en serio. El contenido principal es invertir aproximadamente 530 mil millones de wones durante 10 años para desarrollar de forma independiente un módulo de aterrizaje lunar que se enviará a la Luna con el objetivo de aterrizar en la Luna en 2032. 

### KSLV-III
En 2022, KSLV-III, que está en desarrollo con un presupuesto de 2,132 billones de wones y tiene como objetivo lanzar un módulo de aterrizaje lunar coreano en 2032 y lograr un rendimiento más de tres veces superior al de Nuri, pasó el estudio de viabilidad preliminar.  El KSLV-III se está desarrollando con el objetivo de su primer lanzamiento en 2030. 